# Anna Huskowska-Młynarska
Anna Huskowska-Młynarska (* 22. Januar 1922 in Czernięcin; † 11. November 1989 in Warschau) war eine polnische Plakatgestalterin, Grafikerin und Malerin, die der Polnischen Plakatschule zugerechnet wird.

## Leben
Anna Huskowska-Młynarska war eine Tochter von Beata Zaremba (* 8. März 1895; † 21. September 1979) und Stanisław Huskowski (* 12. September 1882; † 3. Juli 1979). Huskowska lernte an der von den Nonnen geführten Mädchenschule in Lublin, wo sie sich hervorragende Französischkenntnisse aneignete. Aufgrund des Ausbruchs des Zweiten Weltkriegs beendete sie die Schule nicht. Erst 1940 holt sie ihr Abitur nach, im Geheimunterricht an der Anna-Jakubowska-Privatschule in Warschau. 1944 begann Huskowska Romanistik an der Romanistischen Fakultät der Uniwersytet Marii Curie-Skłodowskiej in Lublin zu studieren, brach aber das Studium ab und zog 1945 nach Warschau. 1947 entschied sie sich für das Journalistikstudium an der Höhere Journalistenschule in Warschau, bricht dieses aber aus den ideologischen Gründen ab. Von 1949 bis 1954 studierte sie Grafikdesign an der Akademie der Bildenden Künste Warschau in der Klasse von Henryk Tomaszewski, zusammen mit Jerzy Treutler, Hanna Bodnar-Kaczyńska, Bohdan Butenko, Maciej Hibner und Roman Terlikowski. Während ihres Studiums absolvierte sie verschiedene Ausbildungen, auch um das Geld für das Studium zu verdienen. Sie arbeitete in Teilzeit im Industriegenossenschaft „SPAD“ und besuchte einen Kurs für Malerinnen und Dekorateurinnen der Cepelia. 1953 absolvierte sie ein Praktikum beim Kunst- und Grafikverlag RSW Prasa-Książka-Ruch. Laut zeitgenössischer Presse gehörte sie zu den talentiertesten Plakatkünstlerinnen ihrer Generation. Plakatkunst übte sie bis 1966 aus, später widmete sie sich der abstrakten Malerei. Ab 1968 war sie Mitglied des Verbands der Polnischen Bildenden Künstler. 1979 wandte sie sich von der Malerei ab und widmete sich der politischen Satire Zeichnung.

## Werk
Sie gestaltete 32 Plakate, 23 Gouachen und Aquarellen, 55 Tuschezeichnungen, 3 Werbematerialien für Cepelia und 2 Buchumschläge. Zu den bekanntesten Filmplakaten gehören ihr erstes Plakat „Julietta“ (1954), „Der Tod eines Radfahrers“ (1957), „Der Idiot“ (1958) und „Maria Candelaria“ (1959). Die Gemälde der Gestalterin befinden sich größtenteils im Besitz der Familie. Einige der Bilder sind in Privatsammlungen. Alle anderen Werke befinden sich in Familiensammlungen, im Unabhängigkeitsmuseum in Warschau, im Plakatmuseum in Wilanów, Nationalmuseum Posen. 12 Plakate befinden sich in der Sammlung Grafik und Plakat des Museums für Kunst und Gewerbe Hamburg.
In den letzten Jahren hat die Forschung zu polnischen Gestalterinnen zugenommen. Insbesondere Katarzyna Kulpińska aus der Fakultät für Bildende Künste der Nikolaus-Kopernikus-Universität in Toruń forscht zu künstlerischer und angewandter Grafik des 20. und frühen 21. Jahrhunderts, u. a. zu den polnischen Plakatgestalterinnen aus der Zeit des Volksrepublik Polen.

## Ausstellungen
Huskowska-Młynarska hat an mehreren Gruppen- und Einzelausstellungen sowohl in Polen als auch im Ausland teilgenommen. Ein Ausstellungskatalog aus dem Jahr 1966 erwähnt u. a. Ausstellungen in Berlin (1957), Rio de Janeiro (Museum de Arte Moderna, 1959), Ottawa (1960), Paris, Beirut, Hertogenbosch und München (1961–1962). Zu den wichtigsten Ausstellungen zählen:
- Od Młodej Polski do naszych dni, Nationalmuseum Warschau, Warszawa 1966.
- Polski Plakat filmowy 1947–1967, Nationalmuseum Posen, Poznań 1969.
- Gwasze Anny Huskowskiej-Młynarskiej, Galeria „Współczesna“ Klub Międzynarodowej Książki i Prasy, Warszawa 1973.
- Rysunek i grafika polityczna 1979–1989 „Czarnej Hanki“ Anny Huskowskiej, Galeria Sztuki Verus, Dom Kultury Wilanów, Warszawa 1989.
- Obecność, Parafia Miłosierdzia Bożego, Warszawa 1985.
- Anna Huskowska. Grafika i rysunek 1979–1989, Duszpasterstwo Środowisk Twórczych, Krakowskie Przedmieście 52, Warszawa 1989.
- Filmowo mi... Polskie plakaty filmowe z lat 1945–1969, Plakatmuseum in Wilanów, Warszawa 04.10.2013-26.01.2014.[11]
- 123 polskie plakaty, które warto znać, Plakatmuseum in Wilanów, Warszawa 08.06.-28.07.2019.[12]
- The F*word – Guerrilla Girls und feministisches Grafikdesign, Museum für Kunst und Gewerbe Hamburg, 16.02.-17.09.2023.[13]
- Wiki Women – Wissen gemeinsam ergänzen, Museum für Kunst und Gewerbe Hamburg, 27.05.–24.09.2023.[14]